# Andreas Kamlah
Andreas Kamlah (* 30. November 1933 in Göttingen; † 27. Oktober 2023 in Osnabrück) war ein deutscher Physiker und Philosoph.

## Leben
Kamlah, Sohn von Wilhelm Kamlah, studierte Physik. Nach seiner Promotion 1968 in theoretischer Kernphysik war er von 1970 bis 1974 Assistent bei Wolfgang Stegmüller (Philosophisches Seminar II der Universität München). Von 1974 bis 1999 war er Professor für Philosophie der Naturwissenschaften an der Universität Osnabrück.
Seine Forschungsschwerpunkte waren die Philosophie der Physik (insbesondere der physikalischen Begriffe), Allgemeine Wissenschaftstheorie, Geschichte der Wissenschaftstheorie des 19. und 20. Jahrhunderts (insbesesondere die Philosophie Hans Reichenbachs). Weiterhin lehrte er in der Wissenschaftsgeschichte über Descartes, Kant, Wittgenstein und den Wiener Kreis. Gemeinsam mit Maria Reichenbach gab er die Gesammelten Werke von Hans Reichenbach heraus.
Kamlah starb am 27. Oktober 2023 im Alter von 89 Jahren.

## Schriften (Auswahl)
- Der Griff der Sprache nach der Natur: Eine Semantik der klassischen Physik. Mentis, Paderborn 2002; ISBN 978-3-89785-193-1.
- Anschauliches und symbolisches Denken. Osnabrücker philosophische Schriften. Abhandlungen A. H. 4. (1982), OCLC 75620976.